# Jean Legay
Jean Legay – francuski judoka. Zajął pierwsze miejsce na mistrzostwach Europy w drużynie w 1954 roku.